# Napoleone Scrugli
Napoleone Scrugli (Tropea, 3 dicembre 1803 – Tropea, 15 ottobre 1883) è stato un politico e militare italiano, già ufficiale della Marina del Regno delle Due Sicilie, fu nominato Ministro della Marina dittatoriale da Giuseppe Garibaldi. Entrato in servizio nella Regia Marina fu eletto Deputato nella VIII legislatura (1861-1866), e successivamente nominato Senatore nella XIV legislatura.

## Biografia
Nacque a Tropea, provincia di Catanzaro, il 3 dicembre 1803, figlio di Ignazio, allora sindaco del Paese, e di Domenica Bagnati. Il nome di battesimo gli fu imposto dallo zio Giuseppe in segno di ammirazione per Napoleone Buonaparte.
Nel 1810, all'età di sette anni, incontrò re Gioacchino Murat durante un sopralluogo militare in Calabria, con il sovrano che fu ospite per tre giorni a casa sua. Murat, colpito dalla personalità del giovinetto gli concesse ipso facto un posto gratuito nel Collegio della regia marina di Napoli, dove fu ammesso l'anno dopo, il tempo di poter cambiare leggi e regolamenti sul reclutamento degli allievi ufficiali.
Con la restaurazione borbonica entrò nella Real Marina del Regno delle Due Sicilie, ebbe la nomina a guardiamarina nel 1820. Di ideali liberali non fu ben visto a livello governativo.  Fu imbarcato prevalentemente a bordo di unità a vela, nel 1851 comandò la pirofregata Carlo III e nel 1859, nel corso della seconda guerra d'indipendenza italiana, era al comando della pirofregata Torquato Tasso che doveva sorvegliare, insieme ad altre navi, le coste dell'Abruzzo. Nella notte dell’11 febbraio 1860 la pirofregata trasportava truppe nel tragitto da Ancona a Giulianova, quando nei pressi della foce del fiume Tronto a 5 miglia dalla costa si incagliò su di un basso fondale. Nonostante tutte le per disincagliarlo che durarono per 25 giorni sino a che, il violento fortunale scatenatosi il 5 marzo fece affondare definitivamente la nave.
Sottoposto a Consiglio di guerra fu prosciolto da ogni accusa. Pochi mesi dopo gli ufficiali della marina borbonica vennero a prestare giuramento alla costituzione di Francesco II, ma egli, insieme ad altri compagni protestò contro la formula incostituzionale richiesta agli ufficiali. Tuttavia, il principe Luigi di Borbone, ammiraglio e comandante generale della Marina del Regno, decise di accogliere la protesta dei suoi ufficiali, convinto che le velleità liberali sarebbero ben presto venute a cessare, e consentendo che i comandanti navali potessero legalmente rifiutarsi di seguire il re nella sua fuga a Gaeta.
Tra l'agosto e il settembre 1860 convinse molti dei suoi colleghi a passare in servizio nella Marina dittatoriale garibaldina, e quando Giuseppe Garibaldi entrò a Napoli fu nominato da Carlo Pellion di Persano alla carica di Direttore Generale della marina adoperandosi affinché le navi non fossero distrutte al fine di evitarne la cattura da parte dei rivoltosi. Dopo solo un mese fu sostituito, per intrighi politici, dal contrammiraglio Amilcare Anguissola. Promosso contrammiraglio nel 1861 ricevette il comando di una divisione navale e poi di sovraintendente alla costruzione dell'arsenale di La Spezia. Divenuto aiutante di campo onorario di re Vittorio Emanuele II fu posto a riposo nel 1867 con il grado di viceammiraglio. Eletto Deputato nella VIII legislatura (1861-1866), entrò nel gruppo parlamentare di Urbano Rattazzi prendendo parte attiva ai lavori parlamentari.  Fu nominato Senatore nella XIV legislatura.  Morì a Tropea il 15 ottobre 1883.